# Timyra lecticaria
Timyra lecticaria is een vlinder uit de familie van de Lecithoceridae. De wetenschappelijke naam van de soort is voor het eerst geldig gepubliceerd in 1916 door Meyrick.